# Telecom Animation Film
Telecom Animation Film Co., Ltd. (株式会社テレコム・アニメーションフィルム Kabushiki gaisha Terekomu Animēshon Firumu?) es un estudio de animación japonés filial de TMS Entertainment fundado el 19 de mayo de 1975. El estudio fue destinado por primera vez a producir largometrajes y series sobre producciones extranjeras desde la década de 2000. El estudio ha producido anime solo para Japón, subcontratando a otros estudios.

## Obras

### Series de televisión
| Año  | Título                                       | Director(es)                       | Fecha de primera transmisión | Fecha de última transmisión | Eps. | Notas                                                                                           | Refs.                |
| ---- | -------------------------------------------- | ---------------------------------- | ---------------------------- | --------------------------- | ---- | ----------------------------------------------------------------------------------------------- | -------------------- |
| 1999 | Cybersix                                     | Toshihiko Masuda                   | 6 de septiembre de 1999      | 23 de octubre de 1999       | 13   | Adaptación de la historieta argentina creada por Carlos Trillo y Carlos Meglia.                 | [ 2 ]                |
| 2002 | Patapata Hikōsen no Bōken                    | Yuichiro Yano                      | 5 de enero de 2002           | 29 de junio de 2002         | 26   | Basada libremente en dos obras de Julio Verne.                                                  | [ 3 ]                |
| 2003 | Planet Survival                              | Yuichiro Yano                      | 16 de octubre de 2003        | 28 de octubre de 2004       | 52   | Historia original. Coproducción junto a Madhouse.                                               | [ 4 ]                |
| 2004 | Futakoi                                      | Nobuo Tomizawa                     | 6 de octubre de 2004         | 29 de diciembre de 2004     | 13   | Historia original.                                                                              | [ 5 ]                |
| 2005 | Tide-Line Blue                               | Umanosuke Iida                     | 6 de julio de 2005           | 29 de septiembre de 2005    | 12   | Historia original.                                                                              | [ 6 ]                |
| 2006 | Muteki Kanban Musume                         | Nobuo Tomisawa                     | 4 de julio de 2006           | 19 de septiembre de 2006    | 12   | Adaptación del manga escrito e ilustrado por Jun Sadogawa.                                      | [ 7 ]                |
| 2007 | Moyashimon                                   | Yuichiro Yano                      | 12 de octubre de 2007        | 21 de diciembre de 2007     | 11   | Adaptación del manga escrito e ilustrado por Masayuki Ishikawa. Coproducción junto a Shirogumi. | [ 8 ]                |
| 2008 | Nijū Mensō no Musume                         | Nobuo Tomisawa                     | 12 de abril de 2008          | 27 de septiembre de 2008    | 22   | Adaptación del manga escrito e ilustrado por Shinji Ohara. Coproducción junto a Bones.          | [ 9 ]                |
| 2010 | ¡Himechen! Otogi Chikku Idol Lilpri          | Makoto Moriwaki                    | 4 de abril de 2010           | 27 de marzo de 2011         | 51   | Basado en un videojuego de Sega.                                                                | [ 10 ]               |
| 2012 | Moyashimon:Returns                           | Yuichiro Yano                      | 5 de julio de 2012           | 13 de septiembre de 2012    | 11   | Secuela de Moyashimon. Coproducción junto a Shirogumi.                                          | [ 11 ]               |
| 2014 | Z/X Ignition                                 | Yuuji Yamaguchi                    | 9 de enero de 2014           | 27 de marzo de 2014         | 12   | Basado en un juego de cartas coleccionables desarrollado por Broccoli.                          | [ 12 ]               |
| 2014 | Sengoku Basara Judge End                     | Takashi Sano                       | 6 de julio de 2014           | 27 de septiembre de 2014    | 12   | Basado en un videojuego de Capcom.                                                              | [ 13 ]               |
| 2014 | Francesca                                    | Hitoshi Kumagai Yuichiro Yano      | 7 de julio de 2014           | 15 de diciembre de 2014     | 24   | Historia original.                                                                              | [ 14 ]               |
| 2015 | Lupin the 3rd Part IV: The Italian Adventure | Kazuhide Tomonaga Yūichirō Yano    | 1 de octubre de 2015         | 17 de marzo de 2016         | 26   | Parte de la franquicia Lupin III.                                                               | [ 15 ]               |
| 2016 | Phantasy Star Online 2: The Animation        | Keiichiro Kawaguchi                | 7 de enero de 2016           | 31 de marzo de 2016         | 12   | Basado en un videojuego de Sega.                                                                | [ 16 ]               |
| 2016 | Orange                                       | Hiroshi Hamasaki                   | 3 de julio de 2016           | 25 de septiembre de 2016    | 13   | Adaptación del manga escrito e ilustrado por Ichigo Takano.                                     | [ 17 ]               |
| 2017 | Chain Chronicle ~Light of Haecceitas~        | Masashi Kudō                       | 8 de enero de 2017           | 25 de marzo de 2017         | 12   | Basado en un videojuego de Sega. Coproducción junto a Graphinica.                               | [ 18 ]               |
| 2018 | Lupin III: parte V                           | Yuichiro Yano                      | 4 de abril de 2018           | 18 de septiembre de 2018    | 24   | Parte de la franquicia Lupin III.                                                               | [ 19 ]               |
| 2018 | Tsukumogami Kashimasu                        | Masahiko Murata                    | 22 de julio de 2018          | 14 de octubre de 2018       | 12   | Adaptación de la novela escrita por Megumi Hatakenaka.                                          | [ 20 ]               |
| 2020 | Kami no Tō                                   | Takashi Sano                       | 2 de abril de 2020           | 25 de junio de 2020         | 13   | Adaptación del webtoon escrito e ilustrado por Lee Jong Hui (SIU).                              | [ 21 ]               |
| 2021 | Ijiranaide, Nagatoro-san                     | Hirokazu Hanai                     | 10 de abril de 2021          | 26 de junio de 2021         | 12   | Adaptación del manga escrito e ilustrado por Nanashi.                                           | [ 22 ]               |
| 2022 | Shenmue the Animation                        | Chikara Sakurai                    | 6 de febrero de 2022         | 1 de mayo de 2022           | 13   | Basado en un videojuego de Sega.                                                                | [ 23 ]               |
| 2023 | Mokushiroku no Yonkishi                      | Maki Odaira                        | 8 de octubre de 2023         | 31 de marzo de 2024         | 24   | Adaptación del manga escrito e ilustrado por Nakaba Suzuki.                                     | [ 24 ]               |
| 2024 | Astro Note                                   | Shinji Takamatsu Haruki Kasugamori | 5 de abril de 2024           | 21 de junio de 2024         | 12   | Historia original.                                                                              | [ 25 ]               |
| 2024 | Rick and Morty: The Anime                    | Takashi Sano                       | 16 de agosto de 2024         | 18 de octubre de 2024       | 10   | Spin-off de la serie animada americana Rick and Morty.                                          | [ 26 ] [ 27 ] [ 28 ] |
| 2024 | Ao no Hako                                   | Yūichirō Yano                      | 3 de octubre de 2024         | 27 de marzo de 2025         | 25   | Adaptación del manga escrito e ilustrado por Kōji Miura.                                        | [ 29 ] [ 30 ] [ 31 ] |
| 2024 | Mokushiroku no Yonkishi 2nd Season           | Maki Odaira                        | 6 de octubre de 2024         | 29 de diciembre de 2024     | 12   | Secuela de Mokushiroku no Yonkishi.                                                             | [ 32 ] [ 33 ]        |

### Películas
| Año  | Título                                           | Director(es)      | Duración | Notas                                                                                     | Refs.  |
| ---- | ------------------------------------------------ | ----------------- | -------- | ----------------------------------------------------------------------------------------- | ------ |
| 2011 | Ojiisan no Lamp                                  | Teiichi Takiguchi | 24m      | Historia original.                                                                        | [ 34 ] |
| 2014 | Lupin III: La tumba de Jigen Daisuke             | Takeshi Koike     | 51m      | Historia original de Lupin III.                                                           | [ 35 ] |
| 2016 | Orange: Mirai                                    | Hiroshi Hamasaki  | 62m      | Secuela de Orange.                                                                        | [ 36 ] |
| 2016 | Chain Chronicle: Haecceitas no Hikari Part 1     | Masashi Kudō      | 86m      | Basado en un videojuego de Sega. Coproducción junto a Graphinica.                         | [ 37 ] |
| 2017 | Chain Chronicle: Haecceitas no Hikari Part 2     | Masashi Kudō      | 89m      | Secuela de Chain Chronicle: Haecceitas no Hikari Part 1. Coproducción junto a Graphinica. | [ 37 ] |
| 2017 | Lupin III: El rocío de sangre de Goemon Ishikawa | Takeshi Koike     | 53m      | Historia original de Lupin III.                                                           | [ 38 ] |
| 2017 | Chain Chronicle: Haecceitas no Hikari Part 3     | Masashi Kudō      | 93m      | Secuela de Chain Chronicle: Haecceitas no Hikari Part 2. Coproducción junto a Graphinica. | [ 37 ] |
| 2019 | Lupin III: La mentira de Mina Fujiko             | Takeshi Koike     | 57m      | Historia original de Lupin III.                                                           | [ 39 ] |
| 2022 | Blue Thermal                                     | Masaki Tachibana  | 103m     | Adaptación del manga escrito e ilustrado por Kana Ozawa.                                  | [ 40 ] |

### ONAs
| Año  | Título           | Director(es)  | Fecha de primera transmisión | Fecha de última transmisión | Eps. | Notas                                                         | Refs.  |
| ---- | ---------------- | ------------- | ---------------------------- | --------------------------- | ---- | ------------------------------------------------------------- | ------ |
| 2019 | From North Field | Yūko Horikawa | 19 de diciembre de 2019      | 17 de diciembre de 2020     | 2    | Historia original. Coproducción junto a Robot Communications. | [ 41 ] |
| 2022 | Lupin Zero       | Daisuke Sakō  | 16 de diciembre de 2022      | 13 de enero de 2023         | 6    | Adaptación del manga escrito e ilustrado por Monkey Punch.    | [ 42 ] |

### OVAs
| Año  | Título                      | Director(es)   | Fecha de primera transmisión | Fecha de última transmisión | Eps. | Notas                                                      | Refs.  |
| ---- | --------------------------- | -------------- | ---------------------------- | --------------------------- | ---- | ---------------------------------------------------------- | ------ |
| 1991 | Ozanari Dungeon: Kaze no Tō | Hiroshi Aoyama | 27 de septiembre de 1991     | 20 de diciembre de 1991     | 3    | Adaptación del manga escrito e ilustrado por Motoo Koyama. | [ 43 ] |

### Especiales
| Año  | Título                                     | Director(es)      | Fecha de primera transmisión | Fecha de última transmisión | Eps. | Notas                                                    | Refs.  |
| ---- | ------------------------------------------ | ----------------- | ---------------------------- | --------------------------- | ---- | -------------------------------------------------------- | ------ |
| 2006 | Tide-Line Blue: Kyoudai                    | Umanosuke Iida    | 26 de abril de 2006          | 26 de abril de 2006         | 1    | Episodio número 13 incluido en el DVD.                   | [ 37 ] |
| 2011 | Lupin III: Chi no Kokuin - Eien no Mermaid | Teiichi Takiguchi | 2 de diciembre de 2011       | 2 de diciembre de 2011      | 1    | Historia original de Lupin III.                          | [ 44 ] |
| 2012 | Buta                                       | Kazuhide Tomonaga | 5 de marzo de 2012           | 5 de marzo de 2012          | 1    | Producido como parte del Young Animator Training Project | [ 45 ] |